# 霊芝
霊芝（レイシ、学名: Ganoderma lucidum）はマンネンタケ科マンネンタケ属の一年生のキノコで、形態は系統により様々に変化する。肉質はコルク質様で表面はニスがかけられた様な光沢がある。別名マンネンタケ（万年茸）、レイシソウ（霊芝草）。中国では霊芝と呼ばれ古くから薬用キノコとして、また不老不死の薬として珍重されてきた。

## 概要
霊芝は一般的にマンネンタケ科の万年茸（マンネンタケ）を指し、他に門出茸、仙草、吉祥茸、霊芝草、赤芝などの呼称で呼ばれている。古名には、三秀、芝がある。色の異なる紫芝、黒芝、青芝、白芝、黄芝もあるが、紫芝は近縁種のGanoderma japonicum (Fr.) Lloyd とされ、他の4色は2種のいずれかに属することが多い。成長し乾燥させたものを霊芝として用いるが、子実体は木質で直接の食用には適さず、適当な大きさに切り、熱水で煎じて抽出液を服用するほか、薬用酒とする。後漢時代（25-220）にまとめられた『神農本草経』に命を養う延命の霊薬として記載されて以来、中国ではさまざまな目的で薬用に用いられてきた。日本でも民間で同様に用いられてきたが、伝統的な漢方には霊芝を含む処方はない。子実体はさまざまな多糖類（β-グルカンなど）やテルペノイドを含む。たもぎ茸、アガリクスやメシマコブなど他のきのこのβ-グルカン同様、抗腫瘍作用の報告は多い。ほとんどは試験管や動物実験で、ヒトでの臨床報告は限られている。

### 形態
子実体の傘の径は5 - 15センチメートル (cm) の腎臓形から円形で、厚みは1 cmほどになる。傘表面は赤褐色か黄褐色をしており、ニスを塗ったような光沢がある。若いキノコでは淡い橙黄色をしている。傘は堅い穀皮に覆われ、同心円状の溝があり、柄のつけ根付近に放射状の細いしわがある。肉はコルク質で、上層は白色、下層は淡い肉桂色をしている。
柄は傘の側面に偏ってつき、長さは5 - 15 cmほどある。柄の表面は赤褐色から黒褐色で、光沢がある。

### 生態

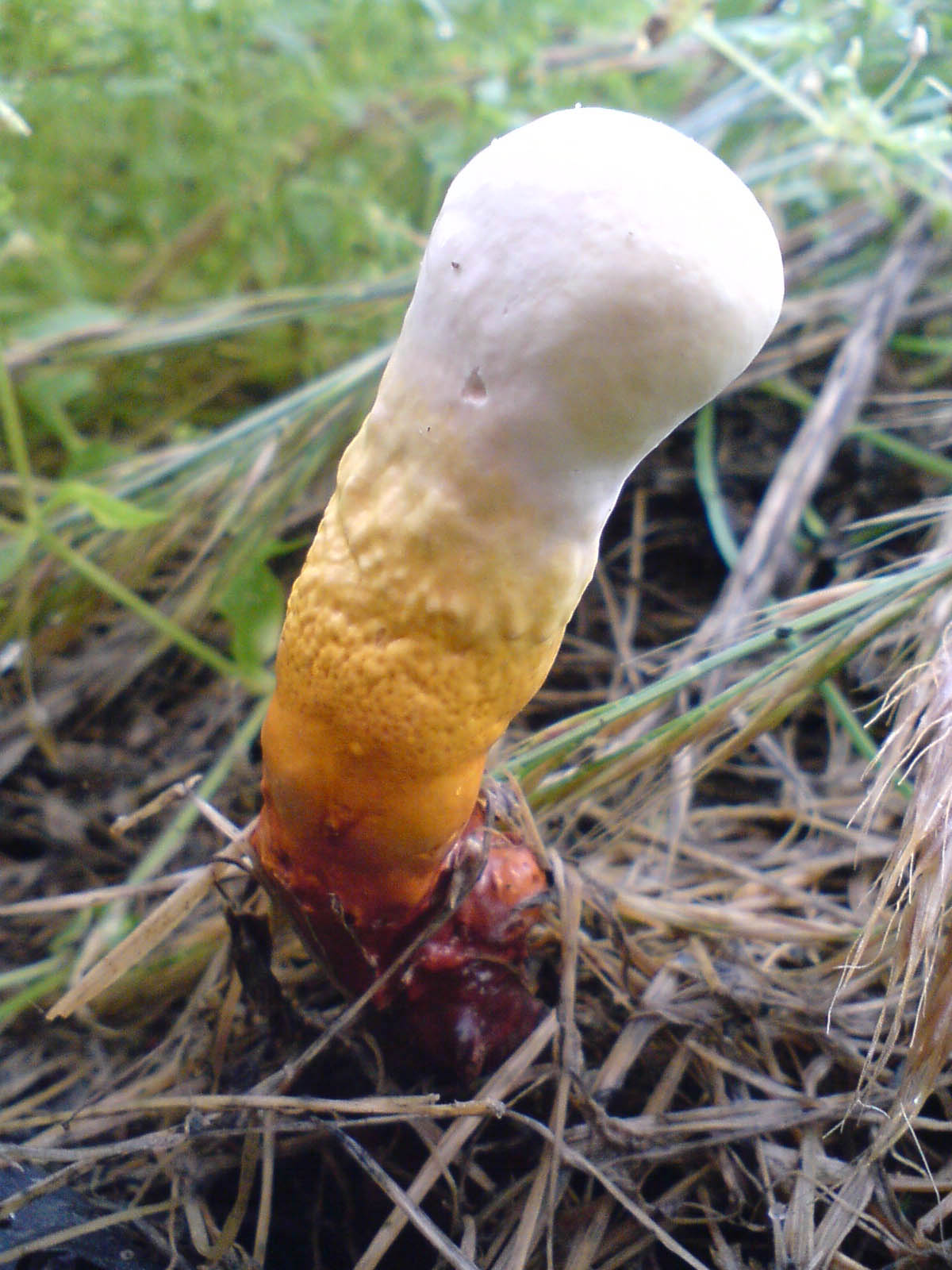
成長途中の子実体、先端に成長点がある

夏から秋にかけて、サクラ、カエデ、ウメ、シイ、カシ、クリ、ナラなどの広葉樹の切り株、朽木、立ち枯れ木に発生する。
シイタケ等のスポンジ質なキノコでは子実体は膨張するように成長（肥大）するため、周囲の木などの異物を取り込んで成長することはなく、異物を避けて肥大していくが、本種やサルノコシカケの様にリグニンやセルロースを多く含み成長後にコルク質で樹木の様に硬化する種類のキノコでは、原基形成の時点では担子胞子の元は形成されておらず、成長点が先端あるいは辺縁部にあるため、周囲にある木などの異物を取り込んで成長することがある。

## 人とのかかわり
薬用キノコとして利用され、胃潰瘍、十二指腸潰瘍、消化不良、気管支炎に効果があるといわれている。民間療法では、1日15 - 20グラム (g) を水で煎じて、3回に分けて服用する用法が知られている。また、35度の焼酎（ホワイトリカー）に、砕いたマンネンタケを漬け込んで、淡い褐色になったら薬酒として服用する。
今日では栽培法が確立されており、民間薬あるいは健康食品としてさまざまな目的に用いられる。飾り物としても利用されてきた。古代中国では霊芝の効能が特に誇大に信じられ、発見者はこれを採取して皇帝に献上することが義務付けられていた。また、官吏などへの賄賂としても使われてきたという。傘の形成されていない子実体が珍重されている場合もあるが、単純に成長途中の個体を採集しているだけで、自然界においては珍しいものではない。なお本種は堅くて噛みきれないため、直接の食用には適さない。

## 安全性
『神農本草経』では上品に分類され、無毒で長期連用でき、命を養うとされている。これまでの臨床報告でも、適切に経口で摂取するなら安全性は高いことが示唆されているが、3-6ヶ月の長期間服用により、めまい、口・喉の渇き、鼻水、鼻血、かゆみ、胃のむかつき、血便などの副作用が報告されている。妊娠中、授乳中の安全性については十分なデータがないので使用を避けることが推奨される。
マウスによる動物実験では、
- LD50 (半数致死量)

レイシの浸出液投与：マウス経口22 g/kg、マウス腹腔内38.3±1.04 g/kg 。

### 医薬品等との相互作用
霊芝は抗血液凝固作用をもつので、理論的には抗血小板・抗血液凝固作用のあるハーブや医薬品を用いている人では出血傾向が高まることがある。血圧低下作用のあるハーブや医薬品とともに用いると、その作用を強め低血圧を引き起こすことがある。

## 成分
β-D-グルカンなどの多糖類、ガノデリン酸などのトリテルペン類。

### 霊芝の有用性
「免疫力を高める」「高血圧・低血圧を改善する」「ガンを予防および抑制」など様々な効能を謳った健康補助食品が販売されているがヒトでの有効性については信頼性のおける十分なデータが見当たらない。しかし、中国や日本では霊芝には幅広い薬能があるものと信じられ、さまざまな目的に用いられてきた。その効能を裏付けようとさまざまな基礎研究が世界で行われており、培養細胞や実験動物を用いた研究では抗癌作用、免疫賦活作用、血小板抗凝固作用などが報告されている。
日本においては臨床試験は進んでいないが、中国では各種の霊芝製剤が作られており、認証を得るためにもヒトへの臨床試験が行われ、効果が確認されている。たとえば、不眠に対しては、顆粒剤を4週間服用させたところ、96%に改善効果が見られ、これにともなって食欲、記憶の向上や疲労感、動悸、軟便などの軽減がみられた。神経衰弱に対しては、錠剤を2週間服用させたところ、88%に改善効果がみられた。慢性気管支炎に対しては、1-2週間の服用で咳、痰の改善がみられ、特に喘息には大きな改善効果がみられた。また、霊芝内服液をマウスに与えてCoγ放射線治療の副作用低減効果を調べた研究では、五色霊芝内服液を服用させたグループでは、対照グループに見られた脱毛や死亡がなく、脾臓リンパ球転化とインターロイキン-2分泌促進作用が認められ、白血球の減少も少なく、かつ回復も早かったとの報告がある。

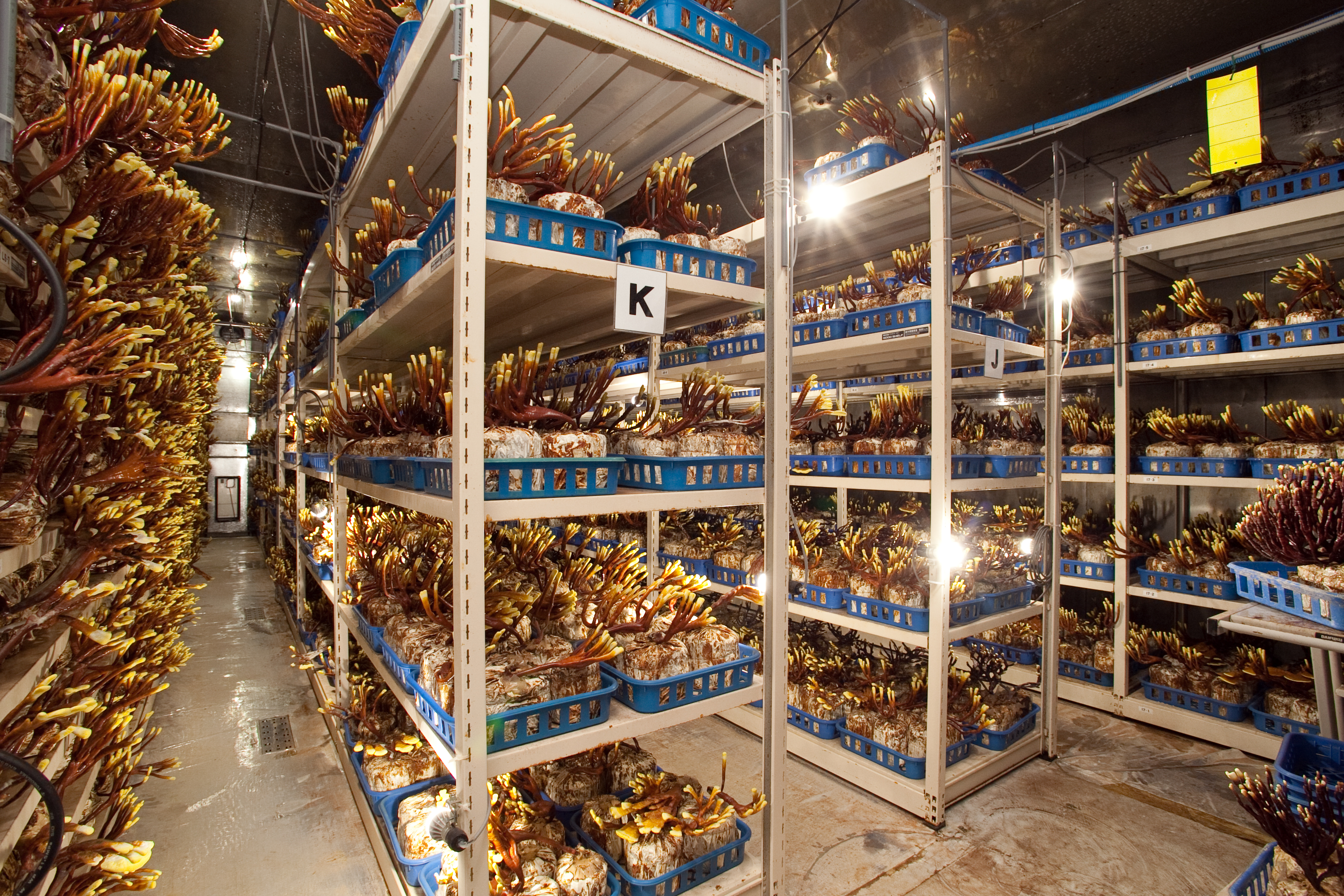
鹿角霊芝収穫前（鹿角霊芝の特殊空調栽培）

## 栽培
栽培特性
菌糸体の生育温度範囲は10-40℃、約30℃でよく成長、子実体の発生は20-30℃、最適温度は25-28℃。
広葉樹のクヌギ、コナラ等を使用し「原木栽培」と「菌床栽培」が行われる。原木栽培の場合、「殺菌」を行う場合と「非殺菌」の場合があり、天然環境または空調管理された上で、天然の周期にあわせ収穫が行われる。
菌床栽培の場合、「瓶」または「袋」、「平箱」に菌床を詰めて行う。殺菌、接種後、空調管理した施設で約2ヶ月培養した後、小砂利や鹿沼土を菌床面に覆土し子実体の発生を促す。時に、空調管理を行わず、自然にまかせる方法もある。
中国では主に赤芝が人工栽培されており、流通しているもののほとんどはすでに人工栽培となっている。信州、恵州、南韓、泰山1号、大別山霊芝などの品種があり、南韓は発育が早く、年に3回収穫できるため、普及している。中国では子実体の発生温度を24-30℃とし、発生後の温度が20℃以下や33℃以上になると硬化したり死亡したりするとしている。湿度は85-90%が適し、高すぎるとカビが発生する。菌糸体の生育に光は不要であるが、子実体は十分な光がないと分化せず、奇形となる。中国では、クヌギの葉、大豆の茎、クワの枝、トウモロコシコブミールなどを炭素、窒素源として培養されている。
なお、この種の原木栽培に使用された原木はスポンジ状に柔らかくなるため、柔らかい朽木への産卵を好むクワガタムシの採卵に向く。業界では「霊芝材」などと呼ばれ市販されている。

## 関連文献
- サプリメント事典
- 厚生労働省「健康食品」の安全性・有効性情報
- 江蘇新医学院編、『中薬大辞典』、上海科学技術出版社、pp1080-1082、1986年、ISBN 7-5323-0842-1